# Pete Michels
Pete Michels es un director de animación. Es conocido principalmente por sus trabajos como director en distintos episodios de Los Simpson y Padre de Familia.
Michels comenzó su trabajo en Los Simpson en 1990, diseñando los fondos de la animación. Poco a poco fue abriéndose camino pasando a formar parte del equipo de animación; Poco después se convirtió en asistente de dirección y, finalmente, en director. 
En la actualidad es supervisor de dirección de la serie de animación Rick y Morty.

## Episodios deLos Simpson
Ha dirigido los siguientes episodios:
- "Brother from Another Series"
- "The Cartridge Family"
- "Das Bus"
- "Lost Our Lisa"
- "When You Dish Upon a Star"
- "Homer to the Max"
- "They Saved Lisa's Brain"
- "Treehouse of Horror X"
- "Papa's Got a Brand New Badge"
- "Strong Arms of The Ma"
- "Brake My Wife, Please"

## Episodios dePadre de Familia
Ha dirigido los siguientes episodios: 
- "The Kiss Seen Around the World"
- "Screwed the Pooch"
- "Family Guy Viewer Mail#1"
- "Fast Times at Buddy Cianci Jr. High"
- "Stewie Griffin: The Untold Story"
- "Chick Cancer"
- "No Chris Left Behind"
- "Padre de Familia"
- "The Former Life of Brian"
- "FOX-y Lady"
- "Brian's Got a Brand New Bag"
- "Business Guy"
- "Quagmire's Dad"
- "New Kidney in Town"
- "Tea Peter"
- "12 and a Half Angry Men"
- "Quagmire's Quagmire"